# Hypoptopoma guianense
Hypoptopoma guianense är en fiskart som beskrevs av Boeseman, 1974. Hypoptopoma guianense ingår i släktet Hypoptopoma och familjen Loricariidae. Inga underarter finns listade i Catalogue of Life.